# Beuthener SuSV 09
Maillots
Le Beuthener SuSV 09 est un ancien club allemand de football qui était localisé dans la ville de Beuthen (aujourd’hui Bytom en Pologne) dans la  Haute-Silésie.

## Histoire
Le club fut créé le 15 juin 1909 sous l’appellation Sport-Verein Britannia Beuthen. Vers 1911, le club changea sa dénomination en Beuthener Spiel-und Sport-Verein (ou SuSV 09). Le club joua dans les ligues régionales du Sud-Est de l’Empire allemand (Sudostdeutschen Fussballverbandes). Il fit quelques apparitions en phase finale du championnat national, mais ne put jamais obtenir de résultat très probant. De 1930 à 1933, le SuSV fut sacré quatre fois consécutivement Champion du Sud-Est.
Pour sa première participation à la phase finale du championnat. Il fut éliminé (3-2), en 1/8e de finale (équivalent du premier tour) par le Hertha Berlin. La deuxième année, il subit la loi du Hambourg SV (0-2), puis fut écrasé (5-1) par le Chemnitzer PSV à son troisième essai en 1932.
La quatrième tentative fut la bonne. La meilleure performance du Beuthener eut lieu en 1933 quand il participa aux quarts de finale après avoir éliminé le SV Prussia-Samland Königsberg par 7 buts à 1. Au tour suivant, Munich 1860 s’avéra un obstacle trop important (3-0).
Après l’arrivée au pour des Nazis, les compétitions sportives furent totalement réorganisées et en particulier celles du Football. Le Beuthener SuSV 09 fut l'un des fondateurs d’une des seize Gauligen imposée par le régime hitlérien: la Gauliga Silésie.
Le SuSV 09 remporta deux fois cette ligue mais fut incapable de franchir un tour lors de la phase finale regroupant tous les champions des Gauligen.
En 1934, le premier tour fut joué par groupes. Beuthener SV 09 termina 2e de sa poule, 5 points derrière le Berliner FC Viktoria 1889. En 1937, il finit 4e et dernier à 9 points du Hamburger SV.
Après la scission de la Gauliga Silésie, le Beuthener SuSV joua dans la Gauliga Haute-Silésie. 
Après la chute et la capitulation de l’Allemagne nazie, la Silésie fut attribuée à la Pologne. Comme la quasi-totalité des clubs et associations allemands de cette région, le Beuthener SuSV 09 fut dissous et disparut.

## Palmarès
- Champion d’Allemagne du Sud Ouest (fédération : Sudostdeutschen Fussballverbandes) : 4 (1930, 1931, 1932, 1933)
- Champion de la Gauliga Silésie : 4 (1934, 1937)

## Stades
Le Beuthener SuSV 09 joua ses matchs à domicile dans plusieurs stades. Le club évolua au And der Hohenzollerngrube de 1909 jusqu’à la fin de la Première Guerre mondiale. Ensuite, il se produisit au An der Heinitzgrube jusqu’en 1939. Pendant la Seconde Guerre mondiale, le club joua en différents endroits, dont le Beuthener Stadion , la BBC Platz ou la Giesche-Kampfbahn.

## Joueurs connus
- Josef Famula
- Richard Malik
- Henri Skiba